# Schizaeaceae
Ver Pteridophyta para una introducción a las plantas vasculares sin semilla
Las eschizáceas (Schizaeaceae) son una familia de helechos del orden Schizaeales, que en la moderna clasificación de Christenhusz et al. 2011 son monofiléticas.

## Taxonomía
Introducción teórica en Taxonomía
La clasificación más actualizada es la de Christenhusz et al. 2011 (basada en Smith et al. 2006, 2008); que también provee una secuencia lineal de las licofitas y monilofitas.
- Familia 14. Schizaeaceae Kaulf., Wesen Farrenkr.: [119] (1827).

2 géneros (Actinostachys, Schizaea). Referencia: Wikström et al. (2002).

### ClasificaciónsensuSmithet al.2006
Ubicación taxonómica:
Plantae (clado), Viridiplantae, Streptophyta, Streptophytina, Embryophyta, Tracheophyta, Euphyllophyta, Monilophyta, Clase Polypodiopsida, Orden Schizaeales, familia Schizaeaceae.
2 géneros:
- Schizaea
- Actinostachys

Cerca de 30 especies.

## Filogenia
Introducción teórica en Filogenia
Monofilético (Skog et al. 2002, Wikström et al. 2002). 

## Ecología y Evolución
Schizaeopsis es el fósil más antiguo asignado a esta familia, data del Cretácico (Wikström et al. 2002).
Terrestres, pantropicales.

## Caracteres
Con las características de Pteridophyta.
Se pueden encontrar especies con dos tipos de láminas:
- Simples y lineales.
- En forma de abanico y agrietadas en forma variada, y con venas libres dicotómicas.

Esporangios ubicados en forma marginal sobre proyecciones elaminadas divididas o no, ubicadas en la punta de las láminas.
Gametofitos verdes y filamentosos (Schizaea) o subterráneos y no verdes, tuberosos (Actinostachys).
Número de cromosomas: x = 77, 94, 103.

### Otros proyectos wikimedia
- Wikimedia Commons alberga una categoría multimedia sobre Schizaeaceae.
- Wikispecies tiene un artículo sobre Schizaeaceae.